# Nu är det skönt att leva
Nu är det skönt att leva är ett musikalbum från 1992 där Monica Zetterlund sjunger på svenska. Albumet består av utvalda inspelningar från främst 70-talet.

## Låtlista
1. Folkvisa ifrån Sätra (Monica Dominique/Lars Sjöberg) – 3'13
2. Adagio (Tomaso Albinoni/Lars Nordlander) – 4'06
3. I valet och kvalet (Jan Johansson/Gustaf Fröding) – 2'55
4. Trubbel (Olle Adolphson) – 4'26
5. Zäpovalsen (Frank Zappa/Monica Dominique) – 1'31
6. Krama mig och dansa (Tommy Körberg/Lars Nordlander) – 2'32
7. Huldrans sång (Monica Dominique/Lars Sjöberg) – 2'53
8. Hej, man! (Blossom Dearie/Tage Danielsson) – 3'05
9. På lyckans smala hav (Blossom Dearie/Tage Danielsson) – 3'41
10. Siv och Gunne (Olle Adolphson) – 3'10
11. Vart tog du vägen? (Tadd Dameron/Lars Nordlander) – 4'24
12. Jungfru Maria (Nils B. Söderström/Erik Axel Karlfeldt) – 4'29
13. Elin i hagen (Torgny Björk/Gustaf Fröding) – 2'36
14. Så skuggar jag dej (Blossom Dearie/Tage Danielsson) – 3'36
15. Sommarregn (Luiz Bonfá/Lars Nordlander) – 3'21
16. Nu är det gott att leva (Olle Adolphson) – 3'02
17. Kom (Thad Jones/Lars Nordlander) – 3'44